# 五十赫兹集团

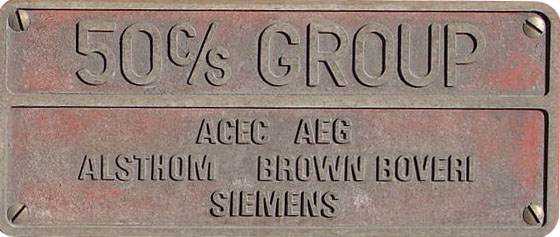
攝於1991年，在南非機車上的五十赫兹集團的公司名牌。

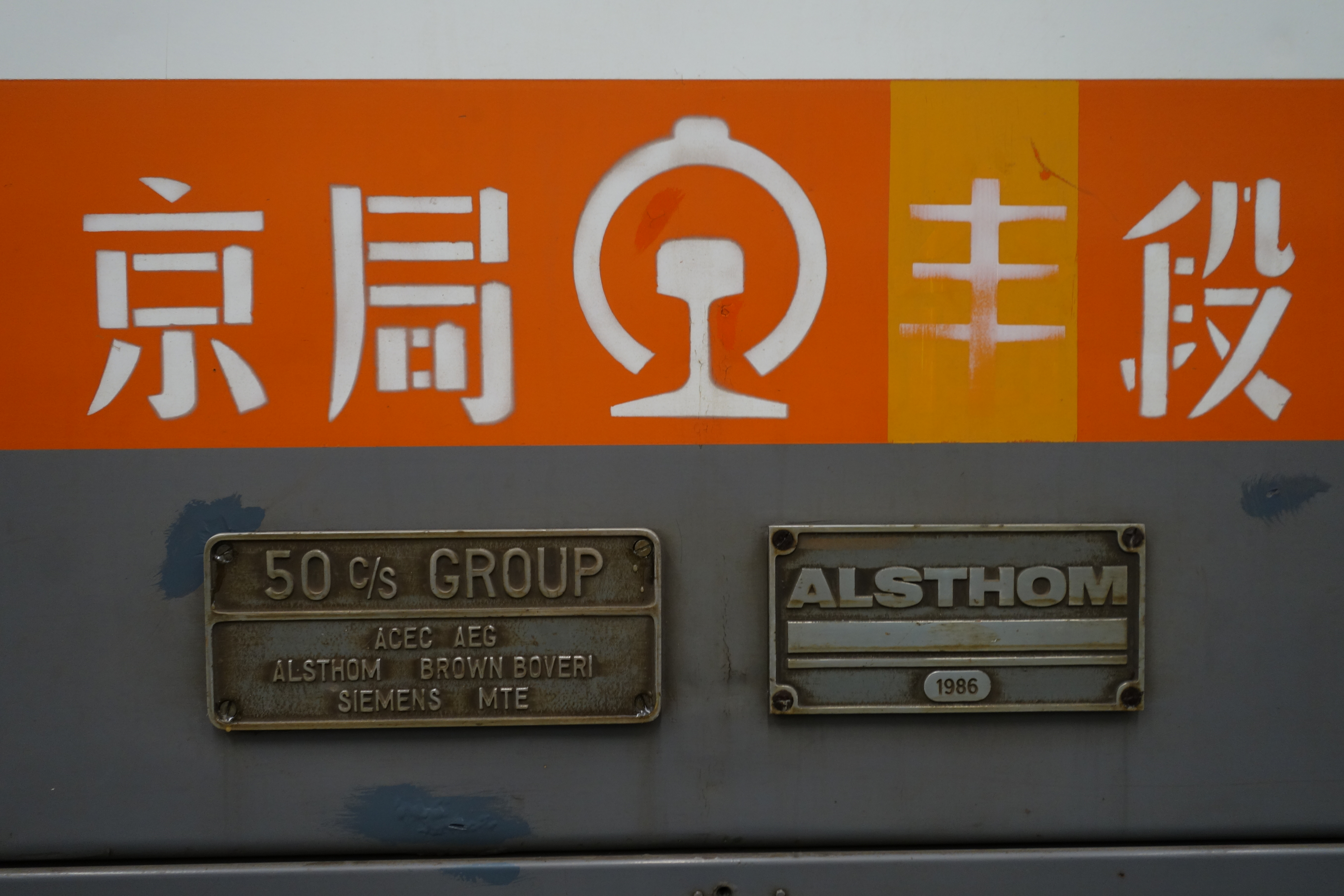
中国铁路8K-008型电力机车上的五十赫兹集团名牌。

五十赫兹集团（法語：Groupement 50Hz）是以法国的阿尔斯通公司为首，包括法国的阿尔斯通公司、德国的AEG 和西门子、瑞士的ABB 等公司在内的，生产50赫兹频率的电机电气设备的企业集团，先后为葡萄牙、土耳其、中华人民共和国等国家提供电力机车车辆。
1972年，台灣鐵路管理局曾向五十赫兹集团議標引進客、貨兩用電力機車，以配合台鐵電氣化，但最後因條件不合而沒有採購；但在同年，五十赫兹集团則奪得大韓民國鐵道廳的電力機車合約，為南韓生產第一代電力機車（韓國鐵道8000型電力機車）。
1978年，香港九廣鐵路局就九鐵全面電氣化後的列車進行招標，而五十赫兹集团亦有入標，最後因價格及政治因素而落選。
1987年-1988年间，中国铁道部选定由五十赫兹集团，引进了专门为中国铁路设计制造的150台8K型8轴大功率干线货运用电力机车。